# Jacques Sternberg
Jacques Sternberg (Pseudonym: Jacques Bert, * 17. April 1923 in Antwerpen; † 11. Oktober 2006 in Paris) war ein belgischer Schriftsteller.

## Leben
Sternberg war der Sohn eines aus Polen stammenden jüdischen Diamantenhändlers. Er begann sechzehnjährig zunächst sentimentale Geschichten und Gedichte, dann absurde und burleske Erzählungen zu schreiben. Die Familie floh 1942 zunächst an die Côte d’Azur und dann weiter nach Spanien. Dort waren sie drei Monate im Gefängnis von Barcelona und kamen dann in das Internierungslager Camp de Gurs, wo sie acht Monate verbrachten. Während sein Vater nach Deutschland deportiert und im KZ Majdanek ermordet wurde, gelang es Jacques, während eines Transportes dem Lager zu entkommen.
Er versteckte sich im Untergrund und kehrte Ende 1944 mit der amerikanischen Armee nach Belgien zurück. 1945 heiratete er Francine, die im jüdischen und kommunistischen Widerstand aktiv gewesen war. Um seine Familie zu ernähren, arbeitete er als Verpacker in einer Kartonagenfabrik. Seit 1945 verfasste er unter dem Eindruck von Henry Miller und Louis-Ferdinand Céline sechs Romane sowie Erzählungen, für die er jedoch keinen Verleger fand und die er vernichtete. Ab 1946 schrieb er auch Kolumnen für belgische Zeitungen. 
1951 ging Sternberg mit seiner Familie nach Paris. Dort erschienen erste Erzählungen in Zeitschriften und 1953 sein Roman La géométrie de l’impossible. 1956 erschien sein erster Science-Fiction-Roman La sortie est au fond de l’espace. Bis 1961 war er stellvertretender Redakteur der Wochenzeitschrift Arts. 1967–68 schrieb er das Drehbuch zu Alain Resnais’ Film Ich liebe dich, ich liebe dich (Je t’aime, je t’aime). 1972 wurde er Kolumnist der surpayé und Editorial-Autor des Magazine Littèraire.
1975 erschien sein – auch finanziell – erfolgreichster Roman Sophie la mer et la nuit. Danach verlor Sternberg große Teile seiner Leserschaft und schrieb ab 1989 keine Romane mehr. Bis 2002 erschienen noch sechs Bücher von ihm: fünf Bände mit Kurzgeschichten und eine Autobiographie.

## Werke
- Angles Morts. Erzählungen. (Unter dem Pseudonym Jacques Bert), 1944
- Jamais je n’aurais cru cela. Erzählungen. (Unter dem Pseudonym Jacques Bert), 1945
- Touches Noires. Erzählungen. 1948
- La Géométrie dans l'impossible. Erzählungen. 1953
- Le Délit. Roman. 1954
- La Géométrie dans la terreur. Erzählungen. 1955
- L’Architecte. Erzählungen. 1956
- La Sortie est au fond de l’espace. Roman. 1956
- Entre deux mondes incertains. Erzählungen. 1958
- L’Employé. Roman. 1958
- Univers Zéro. Erzählungen. 1970
- L’Architecte. Roman. 1960
- La Banlieue. Roman. 1961
- Un jour ouvrable. Roman. 1961
- Toi, ma nuit. Roman. 1965
- Attention, planète habitée. Roman. 1970
- Futurs sans avenirs. Erzählungen. 1971
- Le Cœur froid. Roman. 1972
- Contes glacés. Erzählungen. 1974
- Lettre ouverte aux Terriens. Essay. 1974
- Sophie, la mer et la nuit. Roman. 1976
- Le Navigateur. Roman. 1976
- Mai 86. Roman. 1978
- Suite pour Eveline, sweet Evelin. Roman. 1980
- Agathe et Béatrice, Claire et Dorothée. Roman. 1982
- L’Anonyme. Roman. 1982
- 188 Contes à régler. Erzählungen. 1988
- Le Shlemihl. Roman. 1989
- Histoires à dormir sans vous. Erzählungen, 1990
- Histoires à mourir de vous. Erzählungen. 1991
- Contes griffus. Erzählungen. 1993
- Dieu, moi et les autres. Erzählungen. 1995
- Si loin de nulle part. Erzählungen. 1998
- 300 contes pour solde de tout compte. Erzählungen. 2002